# Journal of Ethnopharmacology
El Journal of Ethnopharmacology (abreviado J. Ethnopharmacol.) es una revista médica que cubre el uso de plantas y otras sustancias en la medicina tradicional. Es la revista oficial de la Sociedad Internacional de Etnofarmacología.
Según los Journal Citation Reports, el factor de impacto de este periódico era 2.998 en 2014. El editor es R. Verpoorte ( Universidad de Leiden, Países Bajos).